# Wrong Idea
"Wrong Idea" é uma canção dos rappers estadunidenses Bad Azz e Snoop Dogg, lançada para o álbum Tha Last Meal de Snoop Dogg, e como single para o álbum Personal Business de Bad Azz. O single tem a participação dos rappers Kokane e Lil' ½ Dead.

## Faixas
| Formatos |                                                      |         |  |
| N.º      | Título                                               | Duração |  |
| 1.       | "Wrong Idea" (com Kokane, Lil' 1/2 Dead, Snoop Dogg) | 4:03    |  |
| 2.       | "Wrong Idea" (Instrumental)                          | 4:17    |  |

## Desempenho nas paradas
| Paradas (2001)                                 | Melhor posição |
| ---------------------------------------------- | -------------- |
| Estados Unidos (Billboard R&B/Hip-Hop Songs)   | 75             |
| Estados Unidos (Billboard R&B/Hip-Hop Airplay) | 70             |